# Wegscheid, Haut-Rhin
Wegscheid là một xã trong tỉnh Haut-Rhin, vùng Grand Est ở đông bắc Pháp. Xã này có diện tích 10,06 kilômét vuông, dân số năm 1999 là 334 người. Khu vực này có độ cao 455 mét trên mực nước biển.